# Torphichen
Torphichen, schottisch-gälisch: Tòrr Fhèichin, auch Tòrr Fhitheachan, ist eine Ortschaft im Nordwesten der schottischen Council Area West Lothian beziehungsweise in der traditionellen Grafschaft Linlithgowshire. Sie liegt rund sieben Kilometer südöstlich von Grangemouth und zehn Kilometer nordwestlich von Livingston. Nordöstlich erhebt sich die kleine Kette der Torphichen Hills.

## Geschichte
Der Name stammt vom Gälischen oder Britannischen ab und ist möglicherweise mit „Fechins Hügel“ zu übersetzen.
Der schottische König David I. überließ dem Malteserorden die Ländereien im 12. Jahrhundert. Noch im selben Jahrhundert wurde mit dem Bau der Torphichen Preceptory begonnen, der einzigen Kommende des Malteserordens in Schottland. Von den Gebäuden sind heute allenfalls noch Fragmente erhalten, welche die Ausmaße der einst weitläufigen Anlage widerspiegeln.
In der Umgebung von Torphichen wurde in der Vergangenheit Kalkstein und Sandstein abgebaut. Auch Eisen- und Silbererze sind zu finden, die jedoch nicht abbauwürdig sind.
Im 19. Jahrhundert lebten mehr als 350 Personen in Torphichen. In der zweiten Hälfte des 20. Jahrhunderts stieg die Einwohnerzahl an. Im Rahmen der Zensuserhebung 2011 wurden 575 Einwohner gezählt.

## Verkehr
Die B792 bildet die Hauptverkehrsstraße von Torphichen. Mit der M8 und der M9 sind innerhalb von fünf Kilometer zwei Autobahnen zu erreichen. Des Weiteren verlaufen im selben Radius die A89 (Glasgow–Newgate), die A706, die A800 sowie die A801. Der Flughafen Edinburgh liegt 16 Kilometer östlich.

## Persönlichkeiten
Henry Bell (7. April 1767 – 14. März 1830), Ingenieur. Er führte das erste kommerziell erfolgreiche Dampfschiff, die Comet, in Europa ein.